# Finchley Road (London Underground)

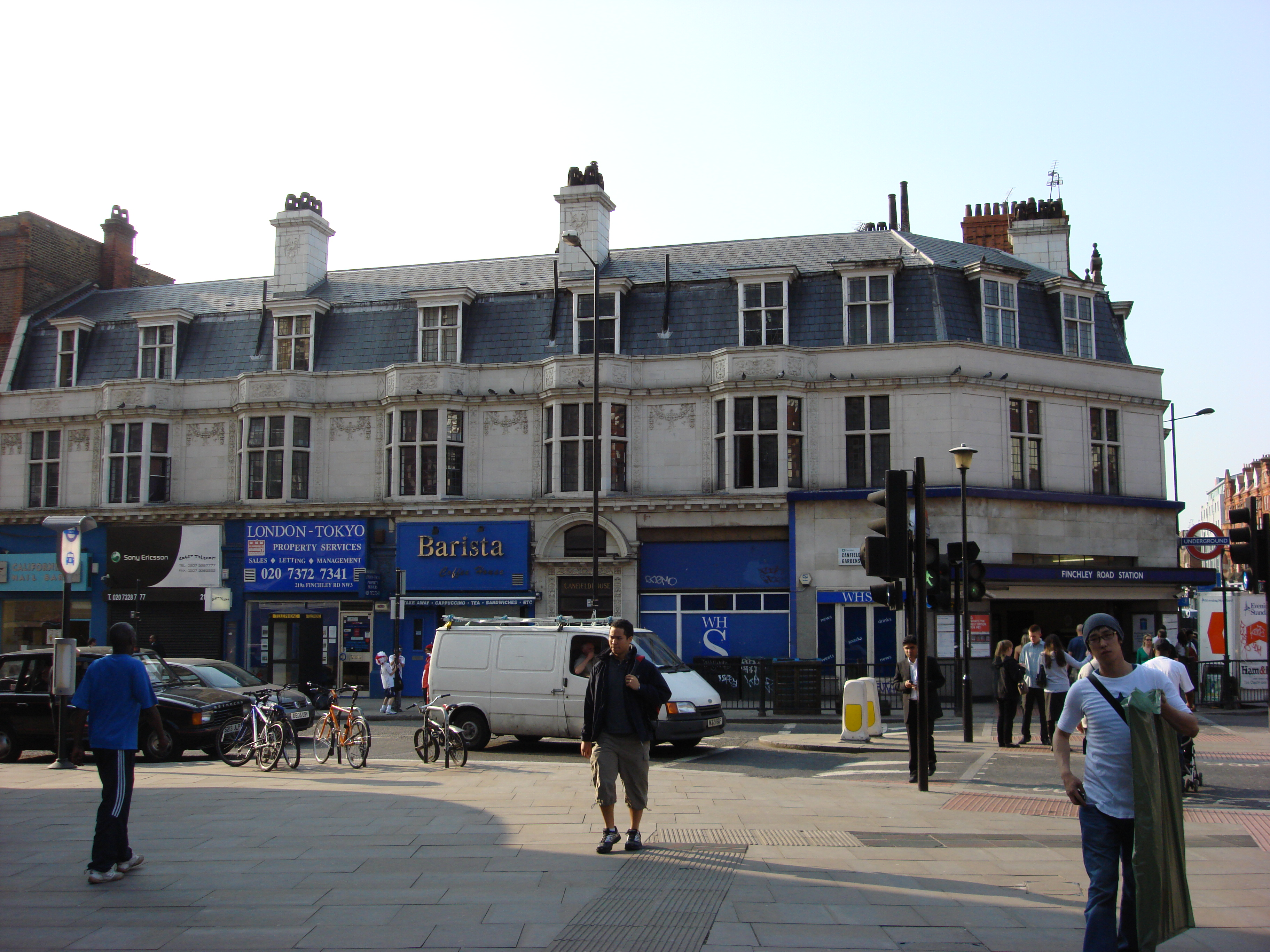
Stationsgebäude

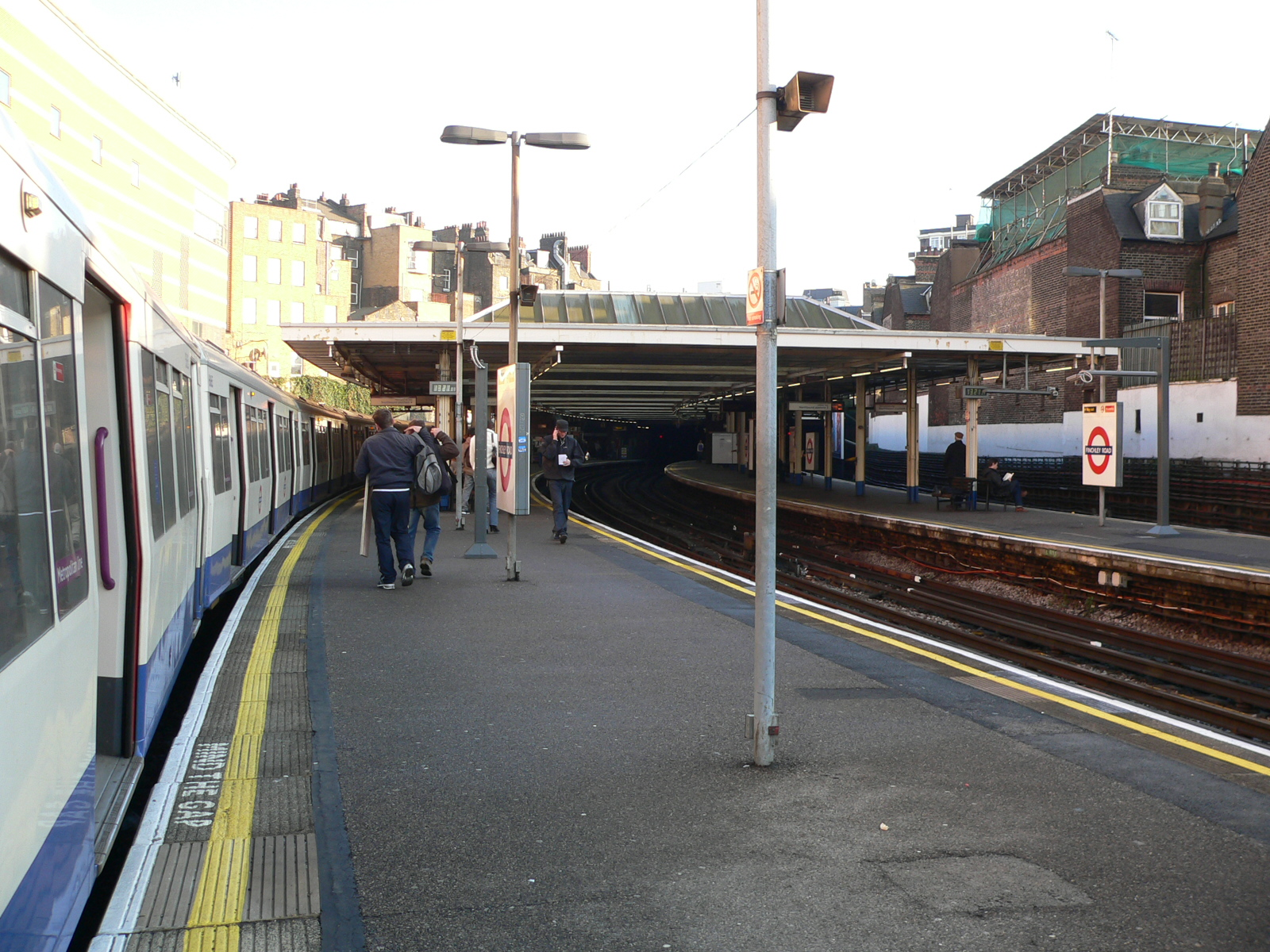
Bahnsteige und Tunneleingang

Finchley Road ist eine oberirdische Station der London Underground im Stadtbezirk London Borough of Camden. Sie liegt in der Travelcard-Tarifzone 2, an der Kreuzung von Finchley Road und Canfield Gardens. Die von der Metropolitan Line und der Jubilee Line bediente Station wurde im Jahr 2014 von 10,06 Millionen Fahrgästen genutzt. Zwischen beiden Linien kann am selben Bahnsteig umgestiegen werden.
Die Eröffnung der Station erfolgte am 30. Juni 1879 durch die Metropolitan Railway (Vorgängergesellschaft der Metropolitan Line). Nach dem Bau zusätzlicher parallel verlaufender Gleise wurde der U-Bahn-Betrieb der Stanmore-Zweigstrecke 20. November 1939 von der Metropolitan Line auf die Bakerloo Line übertragen, um erstere entlasten und zugleich beschleunigen zu können. Am 1. Mai 1979 ging der Betrieb von der Bakerloo Line an die neu eröffnete Jubilee Line über.
Unmittelbar südöstlich der Station beginnt die Tunnelstrecke in Richtung Innenstadt. Geologische Untersuchungen im Rahmen des Tunnelbaus haben ergeben, dass während der Würmeiszeit die Vergletscherung Großbritanniens genau bis hierhin reichte.
In der Nähe der U-Bahn-Station befand sich der gleichnamige Bahnhof Finchley Road der Midland Railway. Er wurde am 13. Juli 1868 eröffnet, lag an der Strecke zum Bahnhof St Pancras und war bis zum 11. Juli 1927 in Betrieb.